# 王女とゴブリン
『王女とゴブリン』（英: The Princess and the Goblin、洪: A hercegnő és a kobold）は、ジョージ・マクドナルドの児童小説を原作として、ハンガリーのパンノニア・フィルムスタジオとイギリスのS4C (Sianel Pedwar Cymru)によって1990年に製作されたアニメーション映画。 

## 概要
『王女とゴブリン』は、ウェールズにおける最初のアニメーション映画であり、そしてハンガリーにとって25番目に作られた児童向けアニメーション長編映画である。映画はウェールズの地域テレビ局S4C及びカーディフを拠点としたシリオールスタジオに加えて、ハンガリーのパンノニア・フィルムスタジオの協力と日本のNHKの10億円の出資によって製作された。映画は、プロデューサー及び脚本協力であるロビン・ライオンズとハンガリー人監督のヨゼフ・ジェムス（1982年にはヒロイックタイムズを製作）、アニメーション制作のほとんどはシリオールスタジオで製作された。

## ストーリー
アイリーンは山岳地帯の王国のお姫様。平和な王国は多数のゴブリンの軍隊によって脅かされ、勇敢で美しい王女アイリーンと機知に富んだ農民の息子カーディは、王国とそのすべての人々を救うために二人で行動していきます。ゴブリンに誘拐されないように、少年カーディは城の中の王女を助けなければいけないのです。そしてこの二人は、悪いゴブリンの王子フローグリップと戦っていくことになるのです。ゴブリンは彼らの歌う人間の歌と足を踏まれるのが苦手なのですから。

## 製作スタッフ
- 企画：ロビン・ライオンズ
- 原作：ジョージ・マクドナルド
- 製作：ロビン・ライオンズ
- 監督：ヨゼフ・ジェムス
- 脚本：ロビン・ライオンズ
- 撮影：ジョセ・デュティリュー
- 音楽：イシュト・レルヒ

## キャスト
- アイリーン王女：サリー・アン・マーシュ
- カーディ：ピーター・マレー
- ゴブリン王子フロッグリップ：リック・メイヨール
- 王女の高祖母アイリーン：クレア・ブルーム
- アイリーンの父王：ジョス・アクランド
- カーディの父：ウィリアム・フットキンス
- ムンプ：ロイ・キニア
- ゴブリン王：ロビン・ライオンズ
- ゴブリン女王：ペギー・マウント
- グルンプ：ビクター・スピネッティ
- アイリーンの侍女ルーティ：モリー・サグデン

### 吹替声優
- 西原久美子
- 菊池正美
- 内田稔